# Хам-Лейк
Хам-Лейк (англ. Ham Lake) — город в округе Анока, штат Миннесота, США. По данным переписи за 2010 год число жителей города составляло 15 296 человек.
Хам-Лейк впервые упоминается в 1855 году.

## Географическое положение
По данным Бюро переписи населения США город имеет общую площадь в 92,49 км² (89,07 км² — суша, 3,42 км² — вода).

## Население
| Год переписи | Нас.  |  | %±    |
| ------------ | ----- |  | ----- |
| 1980         | 7832  |  | —     |
| 1990         | 8924  |  | 13,9% |
| 2000         | 12710 |  | 42,4% |
| 2010         | 15296 |  | 20,3% |
| 2016         | 16221 |  | 6%    |

По данным переписи 2010 года население Хам-Лейк составляло 15 296 человека (из них 51,1 % мужчин и 48,9 % женщин), в городе было 5171 домашнее хозяйство и 4288 семей. На территории города было расположено 5378 построек со средней плотностью 60,4 построек на один квадратный километр суши. Расовый состав: белые — 94,4 %, афроамериканцы — 0,7 %, азиаты — 2,5 %, коренные американцы — 0,4 %. На 2016 год население Хам-Лейк было распределено по происхождению следующим образом: 33,6 % — немецкое, 9,1 % — ирландское, 5,1 % — английское, 13,8 % — шведское, 18,1 % — норвежское происхождение.
Население города по возрастному диапазону по данным переписи 2010 года распределилось следующим образом: 27,5 % — жители младше 18 лет, 3,6 % — между 18 и 21 годами, 60,5 % — от 21 до 65 лет и 8,4 % — в возрасте 65 лет и старше. Средний возраст населения — 40,1 лет. На каждые 100 женщин в Хам-Лейк приходилось 104,5 мужчин, при этом на 100 совершеннолетних женщин приходилось уже 103,1 мужчин сопоставимого возраста.
Из 5171 домашнего хозяйства 81,8 % представляли собой семьи: 71,3 % совместно проживающих супружеских пар (32,2 % с детьми младше 18 лет); 6,2 % — женщины, проживающие без мужей и 4,2 % — мужчины, проживающие без жён. 18,2 % не имели семьи. В среднем домашнее хозяйство ведут 2,95 человека, а средний размер семьи — 3,25 человека. В одиночестве проживали 13,5 % населения, 4,4 % составляли одинокие пожилые люди (старше 65 лет).

## Экономика
В 2016 году из 12 421 человека старше 16 лет имели работу 8444. При этом мужчины имели медианный доход в 62 804 долларов США в год против 52 872 долларов среднегодового дохода у женщин. В 2014 году медианный доход на семью оценивался в 103 393 $, на домашнее хозяйство — в 93 900 $. Доход на душу населения — 40 358 $ в год.